# 반도체
반도체(半導體, 영어: semiconductor)는 전기 전도체와 절연체 사이의 도전율을 가진 물질이다. 그 전도성은 결정 구조에 불순물("도핑")을 추가하여 변경될 수 있다. 서로 다른 도핑 수준을 가진 두 영역이 동일한 결정 내에 존재할 때, 이들은 반도체 접합을 형성한다.
이러한 접합에서 전자, 이온, 양공을 포함하는 전하 운반자의 거동은 다이오드, 트랜지스터 및 대부분의 현대 일렉트로닉스의 기반이 된다. 반도체의 몇 가지 예로는 규소, 저마늄, 비소화 갈륨, 그리고 주기율표 상의 이른바 "준금속 계단" 근처의 원소들이 있다. 규소 다음으로 비소화 갈륨은 두 번째로 흔한 반도체이며 반도체 레이저, 태양 전지, 마이크로파 주파수 집적 회로 등에 사용된다. 규소는 대부분의 전자 회로를 제작하는 데 중요한 요소이다.
반도체 소자는 한 방향으로 전류를 더 쉽게 통과시키거나, 가변 저항을 보이거나, 빛이나 열에 민감하게 반응하는 등 다양한 유용한 특성을 나타낼 수 있다. 반도체 재료의 전기적 특성은 도핑과 전기장 또는 빛의 적용에 의해 변경될 수 있기 때문에, 반도체로 만들어진 소자는 증폭, 스위칭 및 에너지 변환에 사용될 수 있다. 반도체라는 용어는 고용량, 중전압에서 고전압 케이블의 절연체로 사용되는 재료를 설명하는 데도 사용되며, 이러한 재료는 종종 카본 블랙이 포함된 플라스틱 XLPE (가교 폴리에틸렌)이다.
규소의 전도성은 미량(108분의 1 정도)의 5가 원소(안티모니, 인, 비소) 또는 3가 원소(붕소, 갈륨, 인듐) 원자를 첨가함으로써 증가된다. 이 과정은 도핑으로 알려져 있으며, 결과로 생성된 반도체는 도핑된 또는 불순물 반도체로 알려져 있다. 도핑 외에도 반도체의 전도성은 온도를 높임으로써 향상될 수 있다. 이는 온도가 증가함에 따라 전도성이 감소하는 금속의 거동과는 상반된다.
반도체 특성에 대한 현대적 이해는 양자 물리학에 의존하여 결정 격자 내에서 전하 운반자의 움직임을 설명한다. 도핑은 결정 내 전하 운반자의 수를 크게 증가시킨다. 반도체가 15족 원소로 도핑될 때, 이들은 자유 전자를 생성하는 주개처럼 작용하며, 이를 "n형" 도핑이라고 한다. 반도체가 13족 원소로 도핑될 때, 이들은 자유 양공을 생성하는 받개처럼 작용하며, 이를 "p형" 도핑이라고 한다. 전자 장치에 사용되는 반도체 재료는 p형 및 n형 도펀트의 농도와 영역을 제어하기 위해 정밀한 조건 하에 도핑된다. 단일 반도체 소자 결정은 여러 p형 및 n형 영역을 가질 수 있으며, 이러한 영역들 사이의 PN 접합은 유용한 전자적 거동을 담당한다. 핫 포인트 프로브를 사용하여 반도체 샘플이 p형 또는 n형인지 신속하게 판단할 수 있다.
반도체 재료의 몇몇 특성은 19세기 중반과 20세기 첫 수십 년 동안 관찰되었다. 전자 분야에서 반도체의 첫 실질적인 응용은 초기 라디오 수신기에 사용된 원시적인 반도체 다이오드인 1904년의 고양이수염 검파기(cat's whisker detector) 개발이었다. 양자 물리학의 발전은 차례로 1947년 트랜지스터의 발명과 1958년 집적 회로의 발명으로 이어졌다.

## 특성

### 가변 도전율
자연 상태의 반도체는 전류가 전자의 흐름을 필요로 하고, 반도체는 원자가띠가 채워져 있어 새로운 전자의 전체 흐름을 방해하기 때문에 전도성이 좋지 않다. 도핑 또는 게이팅과 같이 반도체 재료가 전도성 재료처럼 작동하도록 하는 여러 개발된 기술이 있다. 이러한 수정에는 n형 및 p형이라는 두 가지 결과가 있다. 이는 각각 전자의 과잉 또는 부족을 나타낸다. 균형 잡힌 수의 전자는 재료 전체에 전류가 흐르도록 한다.

### 동종접합
동종접합은 서로 다른 도핑된 반도체 재료가 결합될 때 발생한다. 예를 들어, p형 도핑된 저마늄과 n형 도핑된 저마늄으로 구성될 수 있다. 이는 서로 다른 도핑된 반도체 재료 사이에서 전자와 양공의 교환을 초래한다. n형 도핑된 저마늄은 전자가 과잉이고, p형 도핑된 저마늄은 양공이 과잉이다. n형에서 이동하는 전자와 p형에서 이동하는 양공이 접촉하는 재결합이라는 과정을 통해 평형에 도달할 때까지 전송이 일어난다. 이 과정의 결과는 이동 불가능한 이온의 좁은 띠이며, 이는 접합을 가로지르는 전기장을 유발한다.

### 여기된 전자
반도체 물질에 전위차가 있으면 열역학적 평형을 벗어나 비평형 상태를 만든다. 이는 시스템에 전자와 양공을 도입하며, 이들은 쌍극자 확산이라는 과정을 통해 상호 작용한다. 반도체 물질에서 열역학적 평형이 교란될 때마다 양공과 전자의 수가 변한다. 이러한 교란은 온도차나 광자의 결과로 발생할 수 있으며, 광자는 시스템에 들어가 전자와 양공을 생성할 수 있다. 전자와 양공을 생성하거나 소멸시키는 과정은 각각 생성 및 재결합이라고 한다.

### 빛 방출
특정 반도체에서는 여기된 전자가 열을 생성하는 대신 빛을 방출하여 이완할 수 있다. 반도체 조성 및 전류를 제어하면 방출되는 빛의 특성을 조작할 수 있다. 이러한 반도체는 발광 다이오드 및 형광 퀀텀닷의 구성에 사용된다.

### 높은 열전도도
열전도도가 높은 반도체는 열 분산 및 전자 기기의 열 관리 개선에 사용될 수 있다. 이들은 전기차량, 고휘도 LED 및 전력 모듈 등 다양한 응용 분야에서 중요한 역할을 한다.

### 열 에너지 변환
반도체는 열전 발전기에 유용한 높은 열전력 계수와 열전 냉각기에 유용한 높은 열전 성능 지수를 가지고 있다.

## 재료

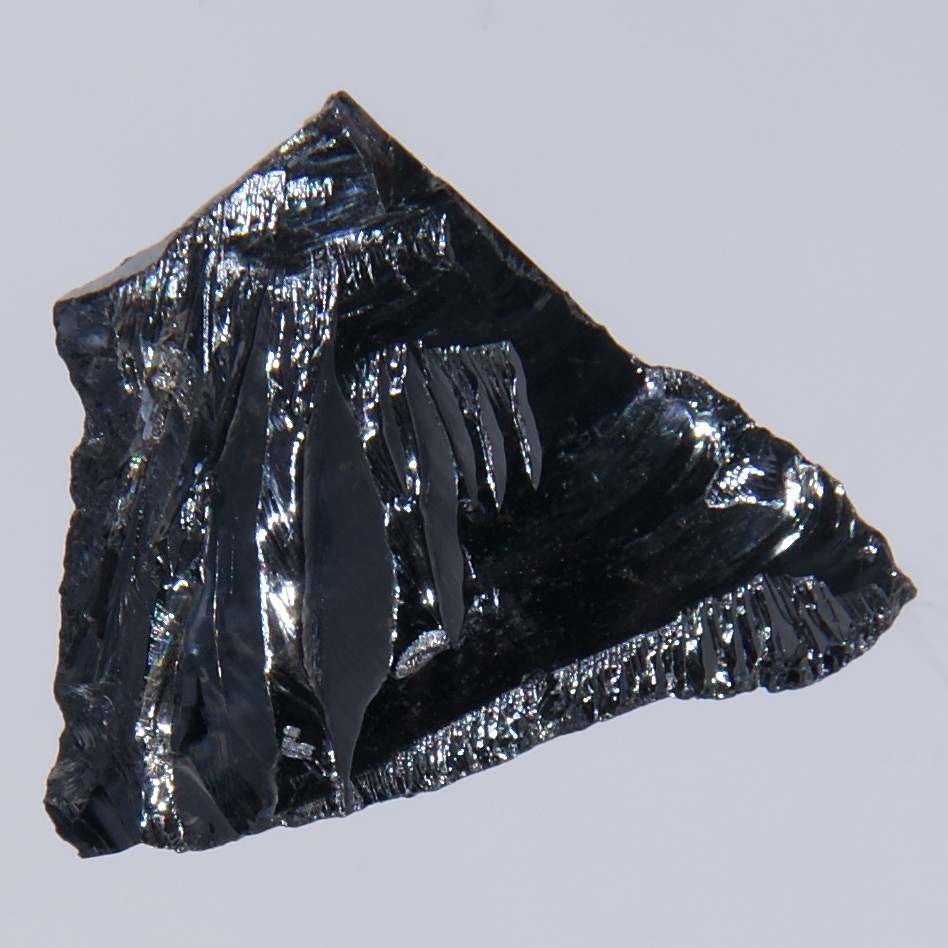
규소 결정은 마이크로일렉트로닉스 및 태양광 발전에 사용되는 가장 일반적인 반도체 재료이다.

많은 수의 원소와 화합물이 다음과 같은 반도체 특성을 가지고 있다.
- 특정 순수 원소는 14족 원소에 속한다. 이들 원소 중 상업적으로 가장 중요한 것은 규소와 저마늄이다. 규소와 저마늄은 최외각 껍질에 4개의 원자가 전자를 가지고 있어 동시에 전자들을 얻거나 잃을 수 있는 능력이 있어 효과적으로 사용된다.
- 이원 화합물, 특히 13족과 15족 원소 사이의 비소화 갈륨과 같은 화합물, 12족과 16족, 14족과 16족 원소 사이의 화합물, 그리고 서로 다른 14족 원소 사이의 화합물, 예: 탄화 규소.
- 특정 삼원 화합물, 산화물, 합금.
- 유기 화합물로 만들어진 유기 반도체.
- 반도체 금속 유기 골격체.[17][18]

가장 흔한 반도체 재료는 결정질 고체이지만, 비정질 및 액체 반도체도 알려져 있다. 여기에는 수소화 비정질 규소와 다양한 비율의 비소, 셀레늄, 텔루륨 혼합물이 포함된다. 이 화합물들은 잘 알려진 반도체와 중간 정도의 전도성 및 온도에 따른 전도성의 급격한 변화, 그리고 가끔 부저항의 특성을 공유한다. 이러한 무질서한 재료는 규소와 같은 일반적인 반도체의 견고한 결정 구조가 없다. 이들은 일반적으로 높은 전자 품질의 재료를 필요로 하지 않으며, 불순물 및 방사선 손상에 상대적으로 둔감한 박막 구조에 사용된다.

### 반도체 재료의 준비
오늘날 거의 모든 전자 기술은 반도체 사용을 포함하며, 가장 중요한 측면은 데스크톱 컴퓨터, 랩톱 컴퓨터, 스캐너, 휴대 전화 및 기타 전자 장치에서 발견되는 집적 회로 (IC)이다. IC용 반도체는 대량 생산된다. 이상적인 반도체 재료를 만들기 위해서는 화학적 순도가 무엇보다 중요하다. 작은 결함이라도 재료가 사용되는 규모로 인해 반도체 재료의 거동에 엄청난 영향을 미칠 수 있다.
또한 높은 수준의 결정 완전성이 요구되는데, 이는 전위, 쌍정, 적층 결함과 같은 결정 구조의 결함이 재료의 반도체 특성을 방해하기 때문이다. 결정 결함은 결함 있는 반도체 장치의 주요 원인이다. 결정이 클수록 필요한 완전성을 달성하기가 더 어렵다. 현재의 대량 생산 공정은 직경 100 and 300 mm (3.9 and 11.8 in) 사이의 결정 주괴를 원통형으로 성장시켜 웨이퍼로 절단한다. 이러한 웨이퍼의 둥근 모양은 일반적으로 초크랄스키법을 사용하여 생산되는 단결정 덩어리에서 유래한다. 실리콘 웨이퍼는 1940년대에 처음 도입되었다.
IC용 반도체 재료를 준비하는 데 사용되는 여러 공정의 조합이 있다. 한 공정은 열 산화라고 불리며, 규소 표면에 이산화 규소를 형성한다. 이는 게이트 절연체 및 필드 산화막으로 사용된다. 다른 공정은 포토마스크 및 포토리소그래피라고 불린다. 이 공정은 집적 회로 내에 회로 패턴을 생성하는 것이다. 자외선이 포토레지스트 층과 함께 사용되어 회로 패턴을 생성하는 화학적 변화를 일으킨다.
식각은 다음에 필요한 공정이다. 이전 단계에서 포토레지스트 층으로 덮이지 않은 규소 부분은 이제 식각될 수 있다. 오늘날 일반적으로 사용되는 주요 공정은 플라스마 식각이라고 불린다. 플라스마 식각은 일반적으로 저압 챔버에 식각 가스를 주입하여 플라스마를 생성하는 것을 포함한다. 흔한 식각 가스는 염화 플루오린화 탄소 또는 일반적으로 프레온으로 알려져 있다. 캐소드와 애노드 사이의 높은 고주파수 전압이 챔버에서 플라스마를 생성한다. 규소 웨이퍼는 캐소드에 위치하며, 이로 인해 플라스마에서 방출되는 양전하를 띤 이온에 의해 충격을 받는다. 결과는 비등방적으로 식각된 규소이다.
마지막 공정은 확산이라고 불린다. 이는 반도체 재료에 원하는 반도체 특성을 부여하는 공정이다. 이는 또한 도핑으로도 알려져 있다. 이 공정은 시스템에 불순물 원자를 도입하여 PN 접합을 생성한다. 불순물 원자를 규소 웨이퍼에 내장시키기 위해 웨이퍼는 먼저 섭씨 1,100도의 챔버에 넣어진다. 원자들이 주입되어 결국 규소와 확산된다. 공정이 완료되고 규소가 실온에 도달하면 도핑 공정이 완료되며 반도체 웨이퍼는 거의 준비된다.

## 반도체 물리학

### 에너지 띠와 전기 전도
반도체는 도체와 절연체 사이의 독특한 전기 전도 거동으로 정의된다. 이러한 물질 간의 차이는 전자에 대한 양자 상태 측면에서 이해될 수 있으며, 각 양자 상태는 전자 0개 또는 1개를 포함할 수 있다(파울리 배타 원리에 따라). 이러한 상태는 물질의 전자 띠 구조와 관련이 있다. 도전율은 비편재화된 (물질 전체에 걸쳐 확장되는) 상태에 전자가 존재하기 때문에 발생하지만, 전자를 수송하려면 상태가 부분적으로 채워져 있어야 하며, 전자를 일시적으로만 포함해야 한다. 상태가 항상 전자로 채워져 있으면 비활성이 되어 다른 전자가 해당 상태를 통해 통과하는 것을 차단한다. 이러한 양자 상태의 에너지는 중요하다. 상태가 부분적으로 채워지는 것은 그 에너지가 페르미 준위 근처에 있을 때뿐이기 때문이다(페르미-디랙 통계 참조).
물질의 높은 전도도는 많은 부분적으로 채워진 상태와 많은 상태 비편재화에서 비롯된다.
금속은 좋은 전기 전도체이며 페르미 준위 근처에 에너지를 가진 많은 부분적으로 채워진 상태를 가지고 있다.
대조적으로 절연체는 부분적으로 채워진 상태가 거의 없으며, 페르미 준위는 채울 에너지 상태가 거의 없는 띠틈 내에 위치한다. 중요하게도, 절연체는 온도를 높여 전도성을 갖게 할 수 있다. 가열은 일부 전자를 띠틈을 넘어 이동시켜 띠틈 아래 상태 띠(원자가띠)와 띠틈 위 상태 띠(전도띠) 모두에서 부분적으로 채워진 상태를 유도하는 에너지를 제공한다. (고유) 반도체는 절연체보다 작은 띠틈을 가지며 실온에서 상당수의 전자가 띠틈을 넘어 여기될 수 있다.
그러나 순수한 반도체는 절연체로도 도체로도 그다지 좋지 않으므로 그다지 유용하지 않다.
하지만 반도체(그리고 일부 준절연체로 알려진 절연체)의 중요한 특징은 불순물 도핑과 전기장으로 게이팅하여 전도성을 높이고 제어할 수 있다는 것이다. 도핑과 게이팅은 전도띠 또는 원자가띠를 페르미 준위에 훨씬 더 가깝게 이동시켜 부분적으로 채워진 상태의 수를 크게 늘린다.
일부 와이드 밴드갭 반도체 재료는 때때로 반절연체라고 불린다. 도핑되지 않은 상태에서는 전기 절연체에 가까운 전기 전도성을 가지지만, 도핑할 수 있다(반도체만큼 유용하게 만들 수 있다). 반절연체는 HEMT의 기판과 같은 마이크로 일렉트로닉스에서 틈새 응용 분야를 찾는다. 일반적인 반절연체의 예는 비소화 갈륨이다. 이산화 타이타늄과 같은 일부 재료는 일부 응용 분야에서는 절연 재료로 사용될 수 있지만, 다른 응용 분야에서는 와이드 갭 반도체로 취급된다.

### 전하 운반체 (전자와 양공)
전도띠 바닥의 상태가 부분적으로 채워지는 것은 해당 띠에 전자를 추가하는 것으로 이해할 수 있다. 전자들은 무한정 머물지 않지만 (자연적인 열적 재결합으로 인해) 얼마 동안은 움직일 수 있다. 전자의 실제 농도는 일반적으로 매우 희석되어 있으므로 (금속과 달리) 반도체 전도띠의 전자를 일종의 고전적 이상기체로 생각할 수 있으며, 전자들은 파울리 배타 원리의 적용을 받지 않고 자유롭게 날아다닌다. 대부분의 반도체에서 전도띠는 포물선형 분산 관계를 가지므로, 이러한 전자들은 진공에서와 거의 동일하게 힘(전기장, 자기장 등)에 반응하지만, 다른 유효 질량을 가진다. 전자들이 이상기체처럼 거동하기 때문에, 드루드 모형과 같은 매우 단순한 용어로 전도를 생각하고 전자 이동도와 같은 개념을 도입할 수도 있다.
원자가띠 상단에서 부분적으로 채워지는 현상에 대해서는 양공 개념을 도입하는 것이 유용하다. 원자가띠 내의 전자들은 항상 움직이지만, 완전히 채워진 원자가띠는 전류를 전도하지 못하는 비활성 상태이다. 원자가띠에서 전자가 제거되면, 전자가 일반적으로 따랐을 궤적에서 전하가 사라진다. 전류의 목적상, 완전히 채워진 원자가띠에서 전자가 빠진 이 조합은 전자가 움직이는 방식과 동일하게 움직이는 양전하 입자를 포함하는 완전히 빈 띠의 그림으로 변환될 수 있다. 원자가띠 상단의 전자의 음의 유효 질량과 결합하여, 진공에서 일반적인 양전하 입자가 하는 것과 동일하게 전기장 및 자기장에 반응하는 양전하 입자의 그림에 도달한다. 다시 말해, 양의 유효 질량을 가진다. 이 입자를 양공이라고 하며, 원자가띠의 양공 집합은 다시 단순한 고전적 용어(전도띠의 전자와 마찬가지로)로 이해될 수 있다.

#### 캐리어 생성 및 재결합
이온화 방사선이 반도체를 때리면, 전자를 에너지 준위 밖으로 여기시키고 그 결과 양공을 남길 수 있다. 이 과정을 전자-양공 쌍 생성이라고 한다. 외부 에너지원 없이도 열에너지로부터 전자-양공 쌍은 끊임없이 생성된다.
전자-양공 쌍은 또한 쉽게 재결합한다. 에너지 보존 법칙에 따르면, 전자가 띠틈보다 큰 양의 에너지를 잃는 이러한 재결합 이벤트는 열 에너지(포논 형태) 또는 복사(광자 형태) 방출을 동반해야 한다.
일부 상태에서는 전자-양공 쌍의 생성과 재결합이 균형을 이룬다. 주어진 온도에서 정상 상태의 전자-양공 쌍의 수는 양자통계역학에 의해 결정된다. 생성 및 재결합의 정밀한 양자역학적 메커니즘은 에너지 보존 법칙과 운동량 보존 법칙에 의해 지배된다.
전자와 양공이 만날 확률은 그 수의 곱에 비례하므로, 주어진 온도에서 정상 상태에서 그 곱은 거의 일정하며, 이는 상당한 전기장이 없거나(두 종류의 전하 운반자를 "씻어내거나", 더 많은 전하 운반자를 포함하는 이웃 영역에서 만나도록 이동시킬 수 있음) 외부에서 구동되는 쌍 생성이 없는 경우에 해당한다. 그 곱은 온도의 함수이며, 이는 쌍을 생성하기에 충분한 열 에너지를 얻을 확률이 온도에 따라 증가하며, 대략 exp(−EG/kT)로 표현되기 때문이다. 여기서 k는 볼츠만 상수, T는 절대 온도, EG는 띠틈이다.
만남의 확률은 캐리어 트랩에 의해 증가된다. 캐리어 트랩은 전자나 양공을 가둘 수 있는 불순물이나 전위이며, 쌍이 완성될 때까지 그것을 붙잡고 있다. 이러한 캐리어 트랩은 때때로 정상 상태에 도달하는 데 필요한 시간을 줄이기 위해 의도적으로 추가된다.

### 도핑

순수 규소 배열의 도핑. 규소 기반의 진성 반도체는 붕소 및 안티모니와 같은 불순물이 도입될 때 불순물 반도체가 된다.

반도체의 전도성은 결정 격자에 불순물을 도입함으로써 쉽게 변경될 수 있다. 반도체에 제어된 불순물을 추가하는 과정을 도핑이라고 한다. 진성 반도체(순수한)에 추가되는 불순물의 양 또는 도펀트는 전도 수준을 변화시킨다. 도핑된 반도체는 불순물 반도체라고 불린다. 순수 반도체에 불순물을 첨가하면 도전율이 수천 또는 수백만 배로 변할 수 있다.
1 cm3 금속 또는 반도체 표본에는 1022개 정도의 원자가 있다. 금속에서는 모든 원자가 전도에 최소한 하나의 자유 전자를 제공하므로, 1 cm3의 금속에는 1022개 정도의 자유 전자가 포함되어 있다. 반면에 20 °C의 순수 저마늄 1 cm3 샘플에는 약 4.2×1022개의 원자가 있지만, 자유 전자와 양공은 각각 2.5×1013개에 불과하다. 0.001%의 비소(불순물)를 첨가하면 동일한 부피에 1017개의 자유 전자가 추가되어 전기 전도도가 10,000배 증가한다.
적절한 도펀트로 선택되는 물질은 도펀트와 도핑될 물질의 원자적 특성에 따라 달라진다. 일반적으로 원하는 제어된 변화를 생성하는 도펀트는 전자 받개 또는 주개로 분류된다. 주개 불순물로 도핑된 반도체는 n형으로 불리며, 받개 불순물로 도핑된 반도체는 p형으로 알려져 있다. n형 및 p형 명칭은 어느 전하 운반체가 물질의 다수 운반자 역할을 하는지를 나타낸다. 반대되는 운반체는 소수 운반자라고 불리며, 다수 운반자에 비해 훨씬 낮은 농도로 열 여기로 인해 존재한다.
예를 들어, 순수한 반도체 규소는 각각의 규소 원자를 이웃 원자와 결합시키는 네 개의 원자가 전자를 가지고 있다. 규소에서 가장 일반적인 도펀트는 13족 및 15족 원소이다. 13족 원소는 모두 세 개의 원자가 전자를 포함하고 있어 규소 도핑에 사용될 때 받개로 기능한다. 받개 원자가 결정 내의 규소 원자를 대체할 때, 빈 상태(전자 "양공")가 생성되며, 이는 격자 주위를 이동하고 전하 운반자로 기능할 수 있다. 15족 원소는 다섯 개의 원자가 전자를 가지고 있어 주개로 작용할 수 있다. 이 원소들이 규소를 대체하면 추가적인 자유 전자가 생성된다. 따라서 붕소로 도핑된 규소 결정은 p형 반도체를 생성하는 반면, 인으로 도핑된 규소 결정은 n형 물질을 생성한다.
제조 과정에서, 도펀트는 원하는 원소의 기체 화합물과 접촉시켜 반도체 몸체로 확산시키거나, 이온 주입을 사용하여 도핑된 영역을 정확하게 배치할 수 있다.

### 비정질 반도체
일부 물질은 급속히 냉각되어 유리처럼 비정질 상태가 되면 반도체 특성을 갖는다. 여기에는 B, Si, Ge, Se, Te가 포함되며, 이를 설명하는 여러 이론이 있다.

## 반도체의 초기 역사
반도체에 대한 이해의 역사는 물질의 전기적 특성에 대한 실험에서 시작된다. 저항의 시간-온도 계수, 정류, 감광성 등의 특성은 19세기 초부터 관찰되었다.

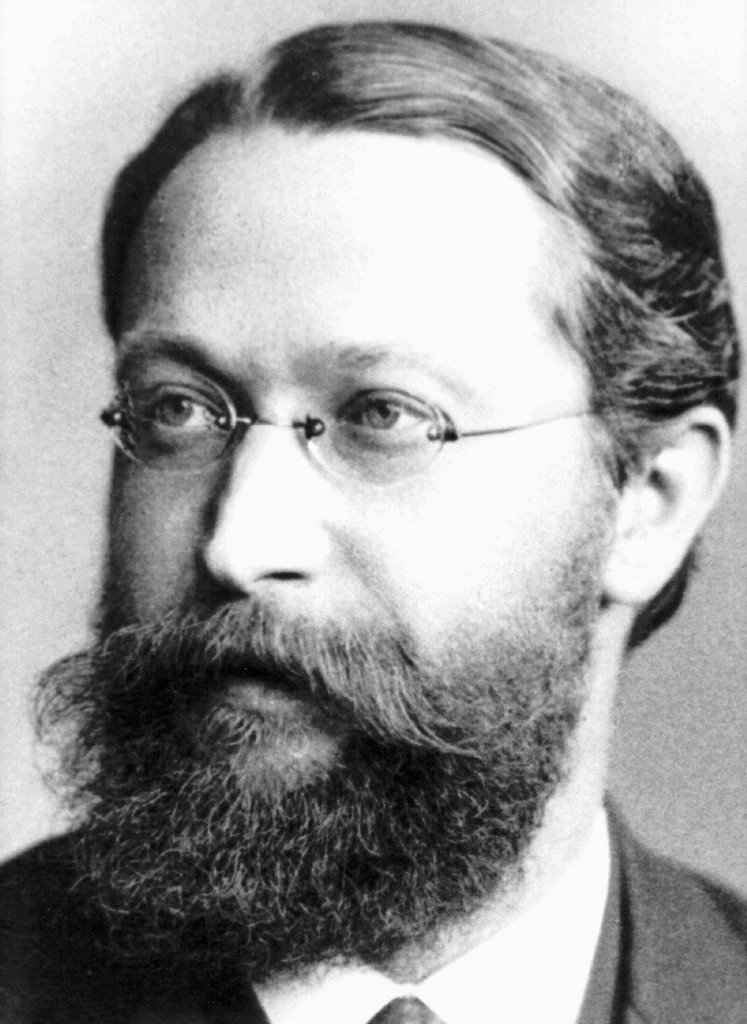
카를 페르디난트 브라운은 1874년에 최초의 반도체 소자인 결정 검파기를 개발했다.

토마스 요한 제이벡은 1821년에 반도체가 특별한 특성을 나타내어 제이벡 효과에 대한 실험에서 훨씬 더 강력한 결과를 보였다는 것을 처음으로 알아차렸다. 1833년, 마이클 패러데이는 황화은 샘플의 저항이 가열되면 감소한다고 보고했다. 이는 구리와 같은 금속성 물질의 거동과는 상반된다. 1839년, 알렉상드르 에드몽 베크렐은 빛을 쬐었을 때 고체와 액체 전해질 사이에 전압이 발생하는 광전 효과를 관찰했다고 보고했다. 1873년, 윌로비 스미스는 셀레늄 저항기가 빛이 비칠 때 저항이 감소하는 것을 관찰했다. 1874년, 카를 페르디난트 브라운은 금속 황화물에서 전도와 정류를 관찰했지만, 이 효과는 1835년 Annalen der Physik und Chemie에 글을 쓴 피터 문크 아프 로젠숄드(Peter Munck af Rosenschöld)에 의해 이전에 발견되었었다. 로젠숄드의 발견은 무시되었다. 사이먼 지는 브라운의 연구가 반도체 소자에 대한 가장 초기 체계적인 연구였다고 언급했다. 또한 1874년, 아서 슈스터는 전선 위의 산화구리층이 정류 특성을 가지고 있었는데, 전선을 세척하자 이 특성이 사라진다는 것을 발견했다. 윌리엄 그릴스 애덤스와 리처드 에반스 데이는 1876년에 셀레늄에서 광전 효과를 관찰했다.
이러한 현상에 대한 통합된 설명은 20세기 전반에 크게 발전한 고체물리학 이론을 필요로 했다. 1878년 에드윈 허버트 홀은 인가된 자기장에 의한 흐르는 전하 운반자의 편향, 즉 홀 효과를 입증했다. 1897년 J.J. 톰슨의 전자 발견은 고체 내 전자 기반 전도 이론을 촉발했다. 카를 바데커는 금속과는 반대 부호의 홀 효과를 관찰하여 요오드화 구리가 양전하 운반자를 가지고 있다는 이론을 세웠다. 요한 쾨니히스베르거는 1914년에 고체 물질을 금속, 절연체, "가변 도체"로 분류했지만, 그의 제자인 요제프 바이스는 이미 1910년 박사 학위 논문에서 Halbleiter(현대적 의미의 반도체)라는 용어를 도입했다. 펠릭스 블로흐는 1928년에 원자 격자를 통한 전자의 움직임에 대한 이론을 발표했다. 1930년 베른하르트 구덴은 반도체의 전도성이 미량의 불순물 농도 때문이라고 진술했다. 1931년에는 앨런 해리스 윌슨에 의해 전도띠 이론이 확립되었고, 띠틈 개념이 개발되었다. 발터 H. 쇼트키와 네빌 프랜시스 모트는 잠재 장벽과 금속-반도체 접합의 특성 모델을 개발했다. 1938년 보리스 다비도프는 산화구리 정류기 이론을 개발하여 PN 접합의 효과와 소수 운반자 및 표면 상태의 중요성을 식별했다.
(발전하는 양자역학에 기반한) 이론적 예측과 실험 결과 사이의 일치는 때때로 좋지 않았다. 이는 나중에 존 바딘이 반도체의 극단적인 "구조 민감성" 거동 때문이라고 설명했는데, 이는 미량의 불순물에도 불구하고 특성이 극적으로 변하기 때문이다. 1920년대의 상업적으로 순수한 물질은 다양한 비율의 미량 오염 물질을 포함하고 있어 다양한 실험 결과를 초래했다. 이는 현대 반도체 정제 공장에서 1조분의 1 수준의 순도를 가진 물질을 생산하는 데까지 이르는 개선된 물질 정제 기술의 발전을 촉진했다.
반도체를 이용한 장치들은 처음에는 경험적 지식에 기반하여 제작되었으며, 이후 반도체 이론이 더 유능하고 신뢰할 수 있는 장치 제작에 대한 지침을 제공했다.
알렉산더 그레이엄 벨은 1880년에 셀레늄의 감광 특성을 이용하여 빛의 빔을 통해 소리를 전송했다. 낮은 효율의 작동하는 태양 전지는 찰스 프리츠에 의해 1883년에 금속판에 셀레늄과 얇은 금층을 코팅하여 제작되었는데, 이 장치는 1930년대에 사진용 노출계로 상업적으로 유용해졌다. 자가디시 찬드라 보스는 1904년에 황화 납으로 만든 점접촉 마이크로파 검출기 정류기를 사용했다. 천연 방연석이나 다른 물질을 사용한 고양이수염 검파기는 라디오 개발에 흔한 장치가 되었다. 그러나 이 장치는 작동이 다소 예측 불가능했으며 최상의 성능을 위해 수동 조정이 필요했다. 1906년, H.J. 라운드는 탄화 규소 결정에 전류가 흐를 때 빛 방출을 관찰했는데, 이는 발광 다이오드의 원리이다. 올레크 로세프는 1922년에 유사한 빛 방출을 관찰했지만, 당시에는 이 효과가 실용적인 용도가 없었다. 산화구리와 셀레늄을 사용한 전력 정류기는 1920년대에 개발되어 진공관 정류기의 대안으로 상업적으로 중요해졌다.
최초의 반도체 소자는 방연석을 사용했는데, 여기에는 1874년 독일의 물리학자 페르디난트 브라운의 결정 검파기와 1901년 인도의 물리학자 자가디시 찬드라 보스의 라디오 결정 검파기가 포함된다.
제2차 세계 대전 이전 몇 년 동안, 적외선 감지 및 통신 장치는 황화 납 및 셀레늄화 납 재료에 대한 연구를 촉진했다. 이러한 장치는 선박 및 항공기 탐지, 적외선 거리 측정기, 음성 통신 시스템에 사용되었다. 점 접촉 결정 검파기는 사용 가능한 진공관 장치가 약 4000 MHz 이상에서 검파기로 기능할 수 없었기 때문에 마이크로파 라디오 시스템에 필수적이었다. 고성능 레이더 시스템은 결정 검파기의 빠른 응답에 의존했다. 전쟁 중 일관된 품질의 검파기를 개발하기 위해 규소 재료에 대한 상당한 연구 및 개발이 이루어졌다.

### 초기 트랜지스터

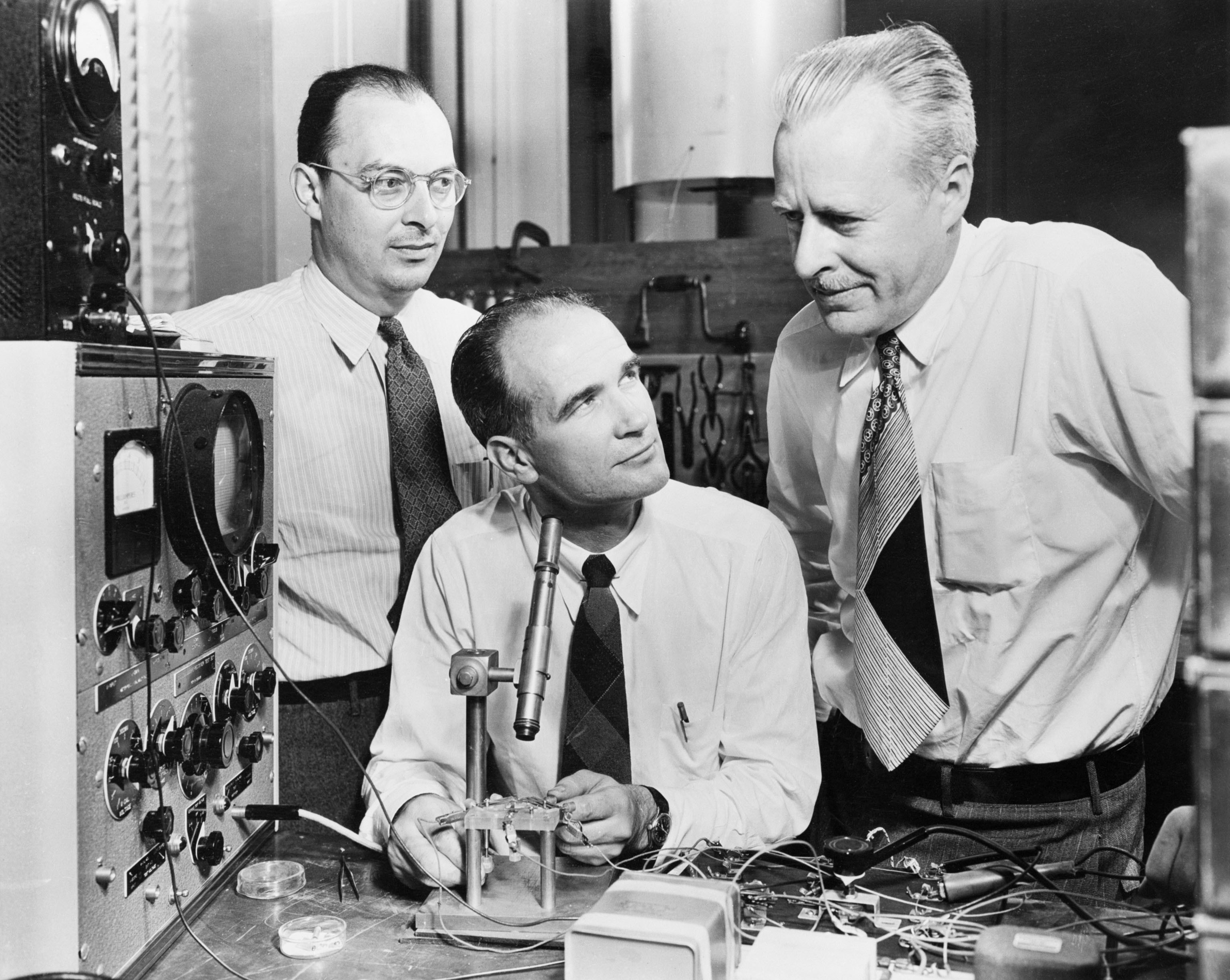
존 바딘, 윌리엄 쇼클리, 월터 하우저 브래튼은 1947년에 바이폴라 점 접촉 트랜지스터를 개발했다.

검파기와 전력 정류기는 신호를 증폭할 수 없었다. 많은 노력이 고체 증폭기를 개발하기 위해 이루어졌고, 20 dB 이상 증폭할 수 있는 점 접촉 트랜지스터라는 장치를 성공적으로 개발했다. 1922년, 올레크 로세프는 라디오용 2단자 부저항 증폭기를 개발했지만, 성공적인 완성 후 레닌그라드 포위전에서 사망했다. 1926년, 줄리어스 에드거 릴리엔펠트는 장효과 트랜지스터와 유사한 장치를 특허냈지만, 실용적이지 않았다. 루돌프 힐쉬와 R. W. Pohl은 1938년에 진공관의 제어 그리드와 유사한 구조를 사용하여 고체 증폭기를 시연했다. 이 장치는 전력 이득을 나타냈지만, 차단 주파수가 초당 1회로 너무 낮아 어떤 실제 응용에도 적합하지 않았지만, 사용 가능한 이론의 효과적인 적용이었다. 벨 연구소에서 윌리엄 쇼클리와 A. 홀든은 1938년에 고체 증폭기를 연구하기 시작했다. 규소의 첫 PN 접합은 1941년경 러셀 올에 의해 관찰되었는데, 한쪽 끝에 p형 불순물, 다른쪽 끝에 n형 불순물이 있는 시료가 빛에 민감하고 날카로운 경계를 가지고 있음이 발견되었다. p-n 경계에서 절단된 시료 조각은 빛에 노출되었을 때 전압을 발생시켰다.
최초의 작동하는 트랜지스터는 존 바딘, 월터 하우저 브래튼, 윌리엄 쇼클리가 1947년 벨 연구소에서 발명한 점 접촉 트랜지스터였다. 쇼클리는 이전에 저마늄과 규소로 만든 장효과 증폭기를 이론화했지만, 그러한 작동하는 장치를 만드는 데 실패했고, 결국 저마늄을 사용하여 점 접촉 트랜지스터를 발명했다. 프랑스에서는 전쟁 중 허버트 마타레가 저마늄 기판의 인접한 점 접촉 사이에서 증폭을 관찰했다. 전쟁 후, 마타레의 그룹은 벨 연구소가 "트랜지스터"를 발표한 직후에 그들의 "트랜지스트론" 증폭기를 발표했다.
1954년, 물리화학자 모리스 타넨바움은 벨 연구소에서 최초의 규소 접합형 트랜지스터를 제작했다. 그러나 초기 접합형 트랜지스터는 상대적으로 부피가 크고 대량 생산이 어려워 일부 전문 응용 분야로 제한되었다.

## 같이 보기
- 데스늄
- 반도체 제조
- 반도체 산업
- 반도체 특성화 기법
- 트랜지스터 수

## 추가 문헌
- A. A. Balandin; K. L. Wang (2006). 《Handbook of Semiconductor Nanostructures and Nanodevices (5-Volume Set)》. American Scientific Publishers. ISBN 978-1-58883-073-9.
- Sze, Simon M. (1981). 《Physics of Semiconductor Devices (2nd ed.)》. John Wiley and Sons (WIE). ISBN 978-0-471-05661-4.
- Turley, Jim (2002). 《The Essential Guide to Semiconductors》. Prentice Hall PTR. ISBN 978-0-13-046404-0.
- Yu, Peter Y.; Cardona, Manuel (2004). 《Fundamentals of Semiconductors: Physics and Materials Properties》. Springer. ISBN 978-3-540-41323-3.
- Sadao Adachi (2012). 《The Handbook on Optical Constants of Semiconductors: In Tables and Figures》. World Scientific Publishing. ISBN 978-981-4405-97-3.
- G. B. Abdullayev, T. D. Dzhafarov, S. Torstveit (Translator), Atomic Diffusion in Semiconductor Structures, Gordon & Breach Science Pub., 1987 ISBN 978-2-88124-152-9
- 파인만의 반도체 강의